# 胃主細胞
胃主細胞為胃中負責分泌胃蛋白酶原及胃脂酶的細胞。在反芻動物身上，該細胞還負責凝乳酶的分泌。該細胞的細胞質內由於含有大量的粗糙内质网H&E染色下會成藍色。胃主細胞通常分布於胃黏膜中。
胃主細胞在受到刺激時（如迷走神經及酸性環境），會釋放胃蛋白酶原協助消化。胃泌素及促胰液素也會刺激主細胞的分泌。胃主細胞分泌的胃蛋白酶原一開始是沒有活性的，因此胃壁細胞會分泌胃酸可以使胃蛋白酶原轉化為胃蛋白酶。

## 外部連結
- Anatomy Atlases - Microscopic Anatomy, plate 01.05
- Histology image: 22201loa – 波士顿大学的组织学学习系统 - "Ultrastructure of the Cell: chief cells and enteroendocrine cell"
- Histology image: 11304loa – 波士顿大学的组织学学习系统 - "Digestive System: Alimentary Canal: fundic stomach, gastric glands, base"
- 道兰氏医学词典中的chief cell
- MCG生理学 6/6ch4/s6ch4_8